# 劉歆 (驍騎将軍)
劉 歆（りゅう きん、生没年不詳）は、中国の新代から後漢時代初期にかけての武将。字は細君。鉅鹿郡昌城県（河北省深州市）の人。雲台二十八将の一人の劉植の従兄。

## 事跡
| 姓名           | 劉歆                                                    |
| 時代           | 新代 - 後漢時代                                         |
| 生没年         | 〔不詳〕                                                |
| 字・別号       | 細君（字）                                              |
| 本貫・出身地等 | 冀州鉅鹿郡昌城県                                        |
| 職官           | 偏将軍〔劉秀〕→騎都尉〔劉秀〕 →驍騎将軍〔劉秀（後漢）〕 |
| 爵位・号等     | 列侯〔劉秀（後漢）〕 →浮陽侯〔後漢〕                    |
| 陣営・所属等   | 光武帝（劉秀）                                          |
| 家族・一族     | 従弟：劉植・劉喜                                        |

河北戦役の折、従弟の劉植が光武帝に帰順すると劉植は驍騎将軍に、劉歆は劉植の弟劉喜とともに列侯に封じられ、偏将軍に任命された。
建武5年（29年）、騎都尉となっていた劉歆は耿弇に従って斉征伐に参加する。耿弇が小城に籠もり、張歩を迎撃した際に城の前面に出て攻撃を受け止め、所謂「ハンマーと金床」戦術における金床の役割を果たす。劉喜が没するとその軍を継ぎ、浮陽侯に封じられ、驍騎将軍に任命された。
建武6年（30年）春、建威大将軍耿弇・虎牙大将軍蓋延らに従い、公孫述征伐に参加するも、裏切った隗囂に敗北。
建武11年（35年）春、征南大将軍岑彭・大司馬呉漢に従い誅虜将軍劉隆・輔威将軍臧宮とともに南陽・武陵・南郡の兵を発し、桂陽・零陵・長沙から補給を受け、約六万の軍の部将として公孫述征伐に参加する。岑彭に率いられて江関に入り、現地民を鎮撫した。
以後、史書にその名前は見えないが、国は続いたと伝えられる。